# Josep Manel Ayala
Josep Manel Ayala (*San Julián de Loria, Andorra, 8 de abril de 1980) fue un futbolista internacional andorrano. Se desempeñaba en posición de centrocampista y su último club como jugador fue el Inter Club d'Escaldes, de la Primera División de Andorra, club en el que actualmente es asistente técnico del primer equipo y entrenador del equipo filial.

## Selección nacional
Fue internacional con la Selección de fútbol de Andorra en ochenta y cuatro ocasiones y marcó un gol el 9 de febrero de 2011 en un amistoso contra Moldavia.
Su último partido con la Tricolor fue el 9 de junio de 2017, cuando durante las clasificatorias para el Mundial de Rusia 2018 Andorra consiguió un histórico triunfo ante Hungría por 1-0, con lo que logró romper una mala de trece años sin triunfos en partidos oficiales.

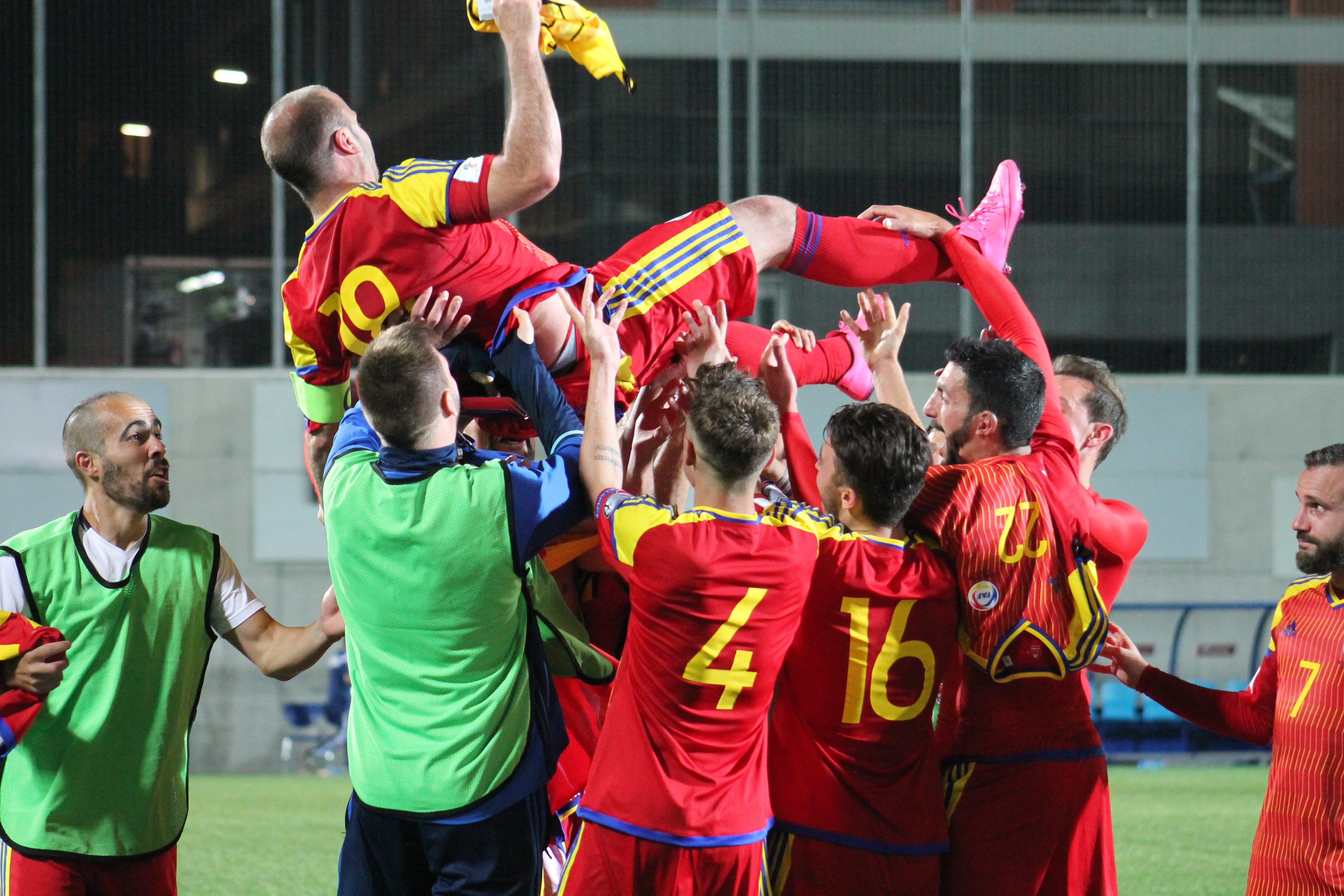
Ayala es vitoreado por sus compañeros tras el triunfo de la selección de Andorra frente a Hungría.

## Clubes

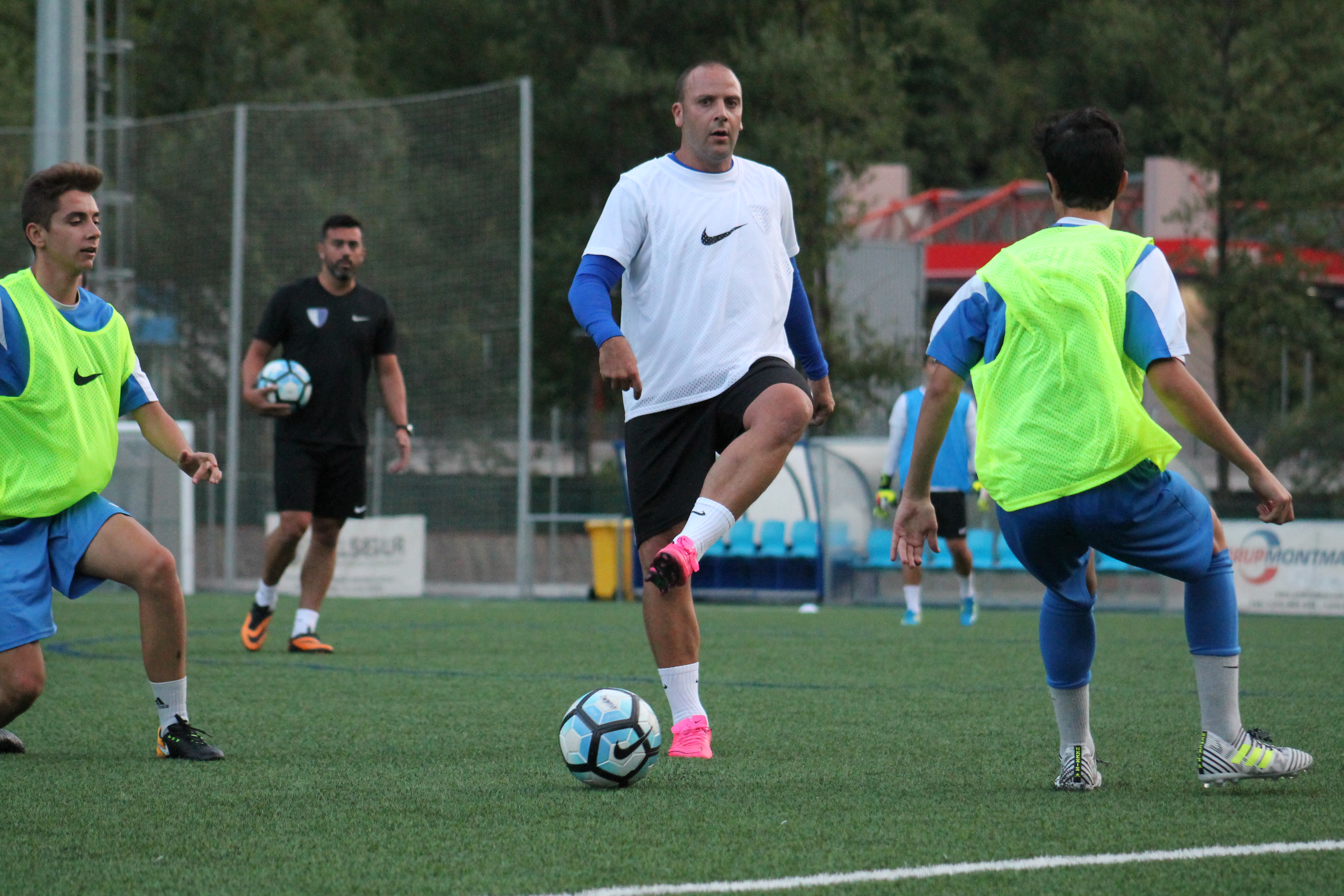
Josep Manel Ayala durante un entrenamiento del Inter Club d'Escaldes

| Club                        | País    | Años      |
| --------------------------- | ------- | --------- |
| FC Andorra                  | Andorra | 2000-2002 |
| FC Santa Coloma             | Andorra | 2002-2003 |
| FC Andorra                  | Andorra | 2003-2004 |
| FC Santa Coloma             | Andorra | 2004-2005 |
| US Luzenac                  | Francia | 2005-2006 |
| FC Santa Coloma             | Andorra | 2006-2008 |
| CD Binéfar                  | España  | 2008-2009 |
| FC Santa Coloma             | Andorra | 2009-2010 |
| FC Andorra                  | Andorra | 2010-2015 |
| Unió Esportiva Santa Coloma | Andorra | 2015-2017 |
| Inter Club d'Escaldes       | Andorra | 2017-2019 |

## Palmarés

### Campeonatos nacionales
| Título                          | Club                        | País    | Año                       |
| ------------------------------- | --------------------------- | ------- | ------------------------- |
| Primera División de Andorra (3) | Futbol Club Santa Coloma    | Andorra | 2002-03, 2007-08, 2009-10 |
| Copa Constitució (3)            | Futbol Club Santa Coloma    | Andorra | 2003, 2005, 2007          |
| Copa Constitució (2)            | Unió Esportiva Santa Coloma | Andorra | 2016, 2017                |
| Supercopa andorrana (1)         | Futbol Club Santa Coloma    | Andorra | 2007                      |
| Supercopa andorrana (1)         | Unió Esportiva Santa Coloma | Andorra | 2016                      |